# Goetz
GÖTZ Puppenmanufaktur Int. GmbH — немецкий производитель популярных во всем мире коллекций детских виниловых кукол. Штаб-квартира компании расположена в городе Рёденталь.

## История компании
В 1950 году супруги Марианна и Франц Гетц начинают производство кукол из папье-маше и основывают компанию Götz Puppenfabrik. При этом Марианна берёт на себя все вопросы, касающиеся дизайна и оформления продукции, в то время как Франц сосредотачивается на технических аспектах производства и занимается продажами. Куклы Франца и Марианны быстро завоевывают популярность благодаря высокому качеству и привлекательному внешнему виду. С ростом продаж и спроса, уже через три года количество персонала фабрики увеличивается до тридцати человек.
В 1957 году Götz Puppenfabrik становится одним из первых немецких производителей кукол применивших для их создания практику ротационного формования ротационного формования. Использование этой технологии позволило компании удовлетворить быстро растущий спрос.
С 1964 по 1969 годы компания сотрудничает с известным дизайнером, создающим индивидуальные образы кукол, Сашей Моргенталер и начинает выпуск знаменитой серии Sasha Dolls. Это партнерство сформирует основу, из которой вырастет концепция будущей линейки кукол Götz Puppenfabrik — Designer Dolls. В 1995 году Гетц принимает решение возобновить производство Sasha Dolls и продолжает делать их до 2001 года.
Начиная с 1985 года компания резко расширяется и начинает экспансию на международные рынки:
1986 год — подписание эксклюзивного производственного соглашения с американской компанией Pleasant, создателем чрезвычайно успешной линии кукол American Girl и открытие дочернего завода в Сиракьюзе, штат Нью-Йорк.
1987 год — расширение производства в Северной Америке и запуск второго завода на её территории в Болдуинсвилле, штат Нью-Йорк.
1989 год — создание в Венгрии фабрики по производству одежды и аксессуаров для кукол. Также, в этом году начинается сотрудничество компании с двумя всемирно известными дизайнерами кукол: Сильвией Наттерер и Карин Лоссницер.
1997 год — на рынок выходит новая серия кукол, ставшая результатом партнерства между Götz Puppenfabrik и производителем детской одежды Pampolina. Особенностью этой линейки становится то, что наряды кукол в точности копируют модели популярной детской одежды от немецкого бренда.
1998 год — в соавторстве со всемирно известным кукольным художником Хильдегардой Гюнцель создается популярная коллекция игрушек Kinderland.
После периода резкого роста компания сосредотачивает свои усилия на сохранении завоеванных позиций и удержании рынков. В 1999 году предприятие расширяет свою внутреннюю команду корпоративного управления: Анке Бейер-Гетц и Уве Бейер (ее муж) назначены на руководящие должности. Чтобы отразить изменения в управлении, в 2001 году фирма меняет свое название на Götz Puppenmanufaktur. Следующие 2 десятилетия деятельности Götz Puppenmanufaktur характеризуются последовательным наращиванием популярных серий кукол, в том числе таких как Sandmännchen, Harry Potter, Hannah и Steiff.

## Награды
Götz Puppenmanufaktur множество раз участвовала и неоднократно побеждала в различных отраслевых номинациях. Особое место среди трофеев компании занимают премии DOTY Industry’s Choice Awards и Doll Award of Excellence присужденные за выдающиеся достижения в области создания кукол. Так, в 2003 году производитель завоевал обе эти премии со своими куклами «Элизабет» и «Тейлор».